# Liste des souverains de Hongrie
Voici une liste des souverains depuis la création de la Hongrie et l'apparition d'Árpád dans la plaine de ce pays vers 896 : principauté, puis royaume de Hongrie à compter de l'an mil.

## Grands-princes de Hongrie

### Árpád (v. 850 - 1001)
| Portrait    | Nom                                        | Début du règne | Fin du règne | Notes |
| ----------- | ------------------------------------------ | -------------- | ------------ | --- |
| Álmos       | Álmos (vers 820 – vers 895)                | vers 850       | vers 895     | Premier souverain unique des tribus magyares. Il aurait été assassiné en Transylvanie avant que son peuple ne franchisse les Carpates.                                      |
| Árpád       | Árpád (vers 845 – vers 907)                | vers 895       | vers 907     | Fils d'Álmos, il est considéré comme le fondateur de la nation hongroise pour son rôle dans la conquête de la plaine de Pannonie. Il donne son nom à la dynastie des Árpád. |
| Zolta       | Zolta (vers 880 / 903 ? – vers 950)        | vers 907       | vers 950     | Fils d'Árpád, il n'a peut-être jamais régné, voire jamais existé. |
| Fausz       | Fausz                                      | vers 950       | vers 955     | Fils de Jutotzas, le troisième fils d'Árpád, il n'est connu que par le De Administrando Imperio de Constantin VII Porphyrogénète.                                           |
| Taksony     | Taksony (vers 931 – vers 972)              | vers 955       | vers 972     | Fils de Zolta. |
| Géza        | Géza (vers 940 – 997)                      | vers 972       | 997          | Fils de Taksony. Il reçoit le baptême, mais continue à pratiquer la religion païenne.                                                                                       |
| Étienne Ier | Étienne (vers 975 – 15 août 1038) (István) | vers 997       | 1001         | Fils de Géza. Nommé Vajk à sa naissance, il reçoit le prénom chrétien d'Étienne à son baptême.                                                                              |

## Rois de Hongrie

### Árpád (1001-1301)
| Portrait                    | Nom                                                                                                 | Début du règne    | Fin du règne      | Notes |
| --------------------------- | --------------------------------------------------------------------------------------------------- | ----------------- | ----------------- | --- |
| Étienne Ier                 | Étienne Ier (vers 975 – 15 août 1038) (I. István)                                                   | 1001              | 15 août 1038      | Sacré roi le 25 décembre 1000 ou le 1er janvier 1001, avec le consentement de l'empereur Otton III du Saint-Empire et une couronne envoyée par le pape Sylvestre II. Canonisé en 1083 par le pape Grégoire VII. |
| Pierre                      | Pierre « le Vénitien » (1010/1011 – 1046 ?) (Velencei Péter)                                        | 15 août 1038      | septembre 1041    | Fils du doge de Venise Ottone Orseolo et petit-fils par sa mère de Géza, son oncle Étienne Ier le choisit comme héritier après la mort de son fils Émeric en 1031. Il est déposé par un soulèvement de la noblesse hongroise et s'enfuit en Autriche. |
| Samuel Aba                  | Samuel Aba (avant 990 / vers 1009 – 5 juillet 1044) (Aba Sámuel)                                    | septembre 1041    | 5 juillet 1044    | Beau-frère ou neveu par sa mère d'Étienne Ier, il est élu par la noblesse hongroise pour succéder à Pierre. Ce dernier envahit la Hongrie en 1044 avec l'aide de l'empereur Henri II et écrase l'armée de Samuel à Ménfő. Le roi est tué peu après la bataille. |
| Pierre                      | Pierre « le Vénitien » (1010/1011 – 1046 ?) (Velencei Péter)                                        | 5 juillet 1044    | septembre 1046    | Après avoir retrouvé le pouvoir, il semble avoir reconnu la suzeraineté de l'empereur Henri II. Il perd une nouvelle fois le pouvoir en 1046, à la suite d'un soulèvement païen. Capturé et aveuglé par les partisans de son rival André, il meurt à une date inconnue. |
| André Ier                   | André Ier « le Blanc » ou « le Catholique » (vers 1015 – 1060) (I. Fehér / Katolikus András)        | septembre 1046    | décembre 1060     | Fils de Vazul, fils de Mihály, fils de Taksony, lui et ses frères sont exilés par Étienne Ier. Il utilise la révolte païenne de 1046 pour s'emparer du pouvoir, puis déclare les rites païens illégaux. Il meurt après une défaite contre son frère cadet Béla. |
| Béla Ier                    | Béla Ier « le Champion » ou « le Bison » (avant 1020 – 11 septembre 1063) (I. Bajnok / Bölény Béla) | 6 décembre 1060   | 11 septembre 1063 | Frère cadet d'André Ier, il refuse que son fils Salomon lui succède et se soulève contre lui. Son frère, vaincu, meurt peu après, et Béla est sacré le 6 décembre 1060. |
| Salomon                     | Salomon (1053 – 1087) (Salamon)                                                                     | 11 septembre 1063 | 14 mars 1074      | Fils aîné d'André Ier, il est sacré roi du vivant de son père, en 1057 ou 1058. Contraint de fuir le royaume après l'avènement de son oncle Béla Ier, il revient à sa mort et se fait reconnaître roi par les fils de Béla. L'aîné, Géza, se révolte contre lui et le bat à Mogyoród le 14 mars 1074, après quoi Salomon ne contrôle plus que quelques villes de l'Ouest du royaume. Il abdique formellement en 1080 ou 1081. |
| Géza Ier                    | Géza Ier (vers 1040 – 25 avril 1077) (I. Géza)                                                      | 14 mars 1074      | 25 avril 1077     | Fils aîné de Béla Ier, il arrache le trône à son cousin Salomon après la bataille de Mogyoród. |
| Ladislas Ier                | Ladislas Ier (vers 1040 – 29 juillet 1095) (I. László)                                              | 25 avril 1077     | 29 juillet 1095   | Deuxième fils de Béla Ier, il succède à son frère aîné Géza Ier, dont les fils sont encore trop jeunes pour régner. Canonisé en 1192. |
| Coloman                     | Coloman « le Bibliophile » (vers 1070 – 3 février 1116) (Könyves Kálmán)                            | 1095              | 3 février 1116    | Fils aîné de Géza Ier, il succède à son oncle Ladislas Ier, mort sans laisser de fils. Également roi de Croatie à partir de 1097 (sacré en 1102). |
| Étienne II                  | Étienne II (1101 – 1er mars 1131) (II. István)                                                      | 1116              | 1er mars 1131     | Fils de Coloman. Également roi de Croatie. |
| Béla II                     | Béla II « l'Aveugle » (vers 1109 – 13 février 1141) (II. Vak Béla)                                  | 28 avril 1131     | 13 février 1141   | Fils d'Álmos, fils cadet de Géza Ier. Lui et son père sont aveuglés sur ordre du roi Coloman entre 1112 et 1115. Il succède à son cousin Étienne II, mort sans laisser de fils. Également roi de Croatie. |
| Géza II                     | Géza II (1130 – 31 mai 1162) (II. Géza)                                                             | 16 février 1141   | 31 mai 1162       | Fils aîné de Béla II. Également roi de Croatie. |
| Étienne III                 | Étienne III (1147 – 1er mars 1172) (III. István)                                                    | 31 mai 1162       | mi-juillet 1162   | Fils de Géza II. Premier règne |
| Ladislas II                 | Ladislas II (1131 – 14 janvier 1163) (II. László)                                                   | mi-juillet 1162   | 14 janvier 1163   | Fils de Béla II « l'Aveugle ». |
| Étienne IV                  | Étienne IV (v. 1133 – 11 avril 1165) (IV. István)                                                   | 14 janvier 1163   | 19 juin 1163      | Son frère. |
| Étienne III                 | Étienne III (1147 – 1er mars 1172) (III. István)                                                    | 19 juin 1163      | 1er mars 1172     | Fils de Géza II. Deuxième règne |
| Béla III                    | Béla III (1148/1149 – 24 avril 1196) (III. Béla)                                                    | 1er mars 1172     | 24 avril 1196     | Fils de Géza II. |
| Imre ou Emeric              | Imre ou Emeric (30 septembre 1174 – 30 novembre 1204) (Imre)                                        | 24 avril 1196     | 30 novembre 1204  | Son fils |
| Ladislas III l'Enfant       | Ladislas III l'Enfant (1200 – 7 mai 1205) (III. László)                                             | 30 novembre 1204  | 7 mai 1205        | Son fils |
| André II le Hiérosolomitain | André II le Hiérosolomitain (v. 1177 – 21 septembre 1235) (II. András)                              | 7 mai 1205        | 21 septembre 1235 | Fils de Béla III |
| Béla IV                     | Béla IV (29 novembre 1206 – 3 mai 1270) (IV. Béla)                                                  | 21 septembre 1235 | 3 mai 1270        | Fils d'André II |
| Béla IV                     | Étienne V (18 octobre 1239 – 6 août 1272) (V. István)                                               | 3 mai 1270        | 6 août 1272       | Fils de Béla IV |
| Ladislas IV le Couman       | Ladislas IV le Couman (1262 – 10 juillet 1290) (IV. László)                                         | 6 août 1272       | 10 juillet 1290   | Fils d'Étienne V |
| André III le Vénitien       | André III le Vénitien (v. 1265 – 14 janvier 1301) (III. András)                                     | 10 juillet 1290   | 14 janvier 1301   | Petit-fils d'André II, il est le dernier représentant de la lignée des Árpád |

### Přemyslides (1301-1305)
| Portrait   | Nom                                                   | Début du règne | Fin du règne    | Notes |
| ---------- | ----------------------------------------------------- | -------------- | --------------- | --- |
| Ladislas V | Ladislas V (6 octobre 1289 - 8 août 1306) (V. László) | 27 août 1301   | 6 décembre 1305 | Arrière-petit-fils d'Anne de Hongrie, fille de Béla IV. Il abdique au profit du suivant. Il est aussi connu sous le nom de Venceslas III de Bohême. |

### Maison de Wittelsbach (1305-1308)
| Portrait | Nom                                                  | Début du règne  | Fin du règne | Notes                                                                              |
| -------- | ---------------------------------------------------- | --------------- | ------------ | ---------------------------------------------------------------------------------- |
| Béla V   | Béla V (11 février 1261 - 9 novembre 1312) (V. Béla) | 6 décembre 1305 | 1er mai 1308 | Petit-fils de Béla IV. Il est aussi duc de Basse-Bavière sous le nom de Othon III. |

### Maison d'Anjou (1308-1386)
| Portrait              | Nom                                                               | Début du règne    | Fin du règne      | Notes                                                                                 |
| --------------------- | ----------------------------------------------------------------- | ----------------- | ----------------- | ------------------------------------------------------------------------------------- |
| Charles Ier Robert    | Charles Ier Robert (v. 1288 - 16 juillet 1342) (I. Károly)        | 27 août 1308      | 16 juillet 1342   | Petit-fils de Marie de Hongrie, sœur de Ladislas IV.                                  |
| Louis Ier             | Louis Ier de Hongrie (5 mars 1326 - 10 septembre 1382) (I. Lajos) | 21 juillet 1342   | 10 septembre 1382 | Fils de Charles Ier Robert.                                                           |
| Mariere               | Marie Ire (14 avril 1371 - 17 mai 1395) (I. Mária)                | 17 septembre 1382 | 31 décembre 1385  | Fille de Louis Ier, elle est élue par la diète.                                       |
| Charles II de Durazzo | Charles II de Durazzo (1345 - 24 février 1386) (II. Káróly)       | 31 décembre 1385  | 24 février 1386   | Arrière-petit-fils de Étienne V de Hongrie.                                           |
| Mariere               | Marie Ire (14 avril 1371 - 17 mai 1395) (I. Mária)                | 24 février 1386   | 17 mai 1395       | Second règne. Elle règne conjointement avec son époux Sigismond Ier à partir de 1387. |

### Maison de Luxembourg (1387-1437)
| Portrait      | Nom                                                                           | Début du règne | Fin du règne    | Notes                                                                        |
| ------------- | ----------------------------------------------------------------------------- | -------------- | --------------- | ---------------------------------------------------------------------------- |
| Sigismond Ier | Sigismond Ier de Luxembourg (14 février 1368 - 9 décembre 1437) (I. Zsigmond) | 31 mars 1387   | 9 décembre 1437 | Règne personnel de Sigismond Ier. Empereur du Saint-Empire à partir de 1411. |

### Maison de Habsbourg(1437-1457)
| Portrait | Nom                                                                       | Début du règne   | Fin du règne     | Notes |
| -------- | ------------------------------------------------------------------------- | ---------------- | ---------------- | --- |
|          | Albert Ier (10 août 1397 - 27 octobre 1439) (I. Albrecht)                 | 18 décembre 1437 | 27 octobre 1439  | Gendre de Sigismond Ier. |
|          | Ladislas VI le Posthume (22 février 1440 - 23 novembre 1457) (VI. László) | 15 mai 1440      | 23 novembre 1457 | Fils d'Albert Ier, il accède au trône dès sa naissance, sous la régence de : - 1457 : Ladislas Hunyadi : Fils aîné de Jean Hunyadi et frère de Matthias Corvin. |

### Maison Jagellon (1440-1444)
| Portrait      | Nom                                                             | Début du règne  | Fin du règne     | Notes |
| ------------- | --------------------------------------------------------------- | --------------- | ---------------- | --- |
| Vladislas Ier | Vladislas Ier (31 octobre 1424 - 10 novembre 1444) (I. Ulászló) | 17 juillet 1440 | 10 novembre 1444 | Albert Ier meurt avant la naissance de son héritier. En tant que descendant du roi Béla IV, la candidature de Ladislas III de Pologne au titre de roi de Hongrie est soutenue par le pape Eugène IV en échange de son aide à l'organisation d'une croisade. Il est élu par la diète. |

### Maison de Hunyadi (1458-1490)
| Portrait     | Nom                                                              | Début du règne  | Fin du règne | Notes                    |
| ------------ | ---------------------------------------------------------------- | --------------- | ------------ | ------------------------ |
| Matthias Ier | Matthias Ier Corvin (23 février 1443 - 6 avril 1490) (I. Mátyás) | 24 janvier 1458 | 6 avril 1490 | Il est élu par la diète. |

### Maison Jagellon (1490-1526)
| Portrait     | Nom                                                                | Début du règne  | Fin du règne | Notes                                                        |
| ------------ | ------------------------------------------------------------------ | --------------- | ------------ | ------------------------------------------------------------ |
| Vladislas II | Vladislas II Jagellon (1er mars 1456 - 13 mars 1516) (II. Ulaszló) | 15 juillet 1490 | 13 mars 1516 | Petit-fils d'Albert Ier. Il est roi de Hongrie et de Bohême. |
| Louis II     | Louis II Jagellon (1er juillet 1506 - 29 août 1526) (II. Lajos)    | 13 mars 1516    | 29 août 1526 | Fils de Vladislas II. Il est roi de Hongrie et de Bohême.    |

### Maison des Zápolya (1526-1570)
| Portrait | Nom                                                                   | Début du règne    | Fin du règne | Notes |
| -------- | --------------------------------------------------------------------- | ----------------- | ------------ | --- |
| Jean Ier | Jean Ier Zapolya (1487 - Juillet 1540) (I. János)                     | 11 novembre 1526  | Juillet 1540 | Après la mort de Louis II à la bataille de Mohács, la Hongrie est divisée en trois : - la Transylvanie rejette l'autorité des Habsbourg et se constitue en principauté, qui durera jusqu'en 1711 : Voir la liste des princes de Transylvanie, dont les deux premiers porteront le titre de Roi de Hongrie. |
| Jean II  | Jean II Sigismond Zapolya (7 juillet 1540 - 14 mars 1571) (II. János) | 13 septembre 1540 | 16 août 1570 | Il renonce au titre de roi de Hongrie pour celui de Prince de Transylvanie en 1570. |

### Maison de Habsbourg (1526-1780)
| Portrait      | Nom                                                             | Début du règne   | Fin du règne     | Notes |
| ------------- | --------------------------------------------------------------- | ---------------- | ---------------- | --- |
| Ferdinand Ier | Ferdinand Ier (10 mars 1503 - 25 juillet 1564) (I. Ferdinánd)   | 17 décembre 1526 | 25 juillet 1564  | Beau-frère de Louis II Jagellon. Il est contesté par Jean Ier Zápolya et Jean II Sigismond.                               |
| Maximilien    | Maximilien (31 juillet 1527 - 12 octobre 1576) (I. Miksa)       | 26 juillet 1564  | 12 octobre 1576  | Fils de Ferdinand Ier. Contesté par Jean II Sigismond jusqu'en 1570.                                                      |
| Rodolphe      | Rodolphe (18 juillet 1552 - 20 janvier 1612) (I. Rudolf)        | 12 octobre 1576  | 26 juin 1608     | Fils de Maximilien. |
| Matthias II   | Matthias II (24 février 1557 - 20 mars 1619) (II. Mátyá)        | 26 juin 1608     | 20 mars 1619     | Fils de Maximilien et frère de Rodolphe.                                                                                  |
| Ferdinand II  | Ferdinand II (9 juillet 1578 - 15 février 1637) (II. Ferdinánd) | 20 mars 1619     | 15 février 1637  | Petit-fils de Ferdinand Ier.                                                                                              |
| Ferdinand III | Ferdinand III (13 juillet 1608 - 2 avril 1657) (III. Ferdinánd) | 15 février 1637  | 2 avril 1657     | Fils de Ferdinand II. Il règne conjointement avec son fils Ferdinand IV à partir de 1647 jusqu'à ce qu'il décède en 1654. |
| Ferdinand IV  | Ferdinand IV (8 septembre 1633 - 5 mai 1654) (IV. Ferdinánd)    | 16 juin 1647     | 9 juillet 1654   | Fils de Ferdinand III, il règne conjointement avec son père jusqu'à son décès.                                            |
|               | Léopold Ier (9 juin 1640 - 5 mai 1705) (I. Lipót)               | 2 avril 1657     | 5 mai 1705       | Fils de Ferdinand III. |
|               | Joseph Ier (26 juillet 1678 - 17 avril 1711) (I. József)        | 5 mai 1705       | 17 avril 1711    | Fils de Léopold Ier. |
|               | Charles III (1er octobre 1685 - 20 octobre 1740) (III. Károly)  | 17 avril 1711    | 20 octobre 1740  | Fils de Léopold Ier et frère de Joseph Ier.                                                                               |
|               | Marie II (13 mai 1717 - 29 novembre 1780) (II. Mária)           | 20 octobre 1740  | 29 novembre 1780 | Fille de Charles III, règne conjointement avec son époux, puis règne seule à partir du décès de François Ier.             |

### Maison de Habsbourg-Lorraine (1780-1918)
| Portrait | Nom                                                                      | Début du règne   | Fin du règne     | Notes |
| -------- | ------------------------------------------------------------------------ | ---------------- | ---------------- | --- |
|          | Joseph II (13 mars 1741 - 20 février 1790) (II. József)                  | 29 novembre 1780 | 20 février 1790  | Fils de François Ier du Saint-Empire et de Marie-Thérèse d'Autriche. |
|          | Léopold II (5 mai 1747 - 1er mars 1792) (II. Lipót)                      | 20 février 1790  | 1er mars 1792    | Fils de François Ier du Saint-Empire et de Marie-Thérèse d'Autriche, frère de Joseph II. |
|          | François Ier (12 février 1768 - 2 mars 1835) (I. Ferenc)                 | 1er mars 1792    | 2 mars 1835      | Fils de Léopold II. Il devient empereur d'Autriche en 1804. |
|          | Ferdinand V (19 avril 1793 - 29 juin 1875) (V. Ferdinánd)                | 2 mars 1835      | 2 décembre 1848  | Fils de François Ier, il est aussi empereur d'Autriche. Il abdique en 1848. |
|          | François-Joseph Ier (18 août 1830 - 21 novembre 1916) (I. Ferenc József) | 2 décembre 1848  | 21 novembre 1916 | Il est le fils de l'archiduc héritier François-Charles d'Autriche, frère de Ferdinand V. En 1867, il promulgue le compromis austro-hongrois qui rend à la Hongrie une indépendance partielle au sein de l'Autriche-Hongrie et ceint la couronne de saint Étienne. |
|          | Charles IV (17 août 1887 - 1er avril 1922) (IV. Károly)                  | 21 novembre 1916 | 16 novembre 1918 | Petit-neveu de François-Joseph Ier. Il est le dernier roi de Hongrie après son abdication en 1918. |

### Prétendants au trône depuis 1918
| Portrait | Prétendant | Période                                | Titres                                                                           | Notes                                             |
| -------- | --- | -------------------------------------- | -------------------------------------------------------------------------------- | ------------------------------------------------- |
|          | Charles IV Charles François Joseph de Habsbourg-Lorraine Né le 17 août 1887 à Persenbeug — Mort le 1er avril 1922 à Funchal (Portugal) | 1918 — 1922 3 ans, 4 mois et 20 jours  | —                                                                                |                                                   |
|          | Othon Ier Otto de Habsbourg-Lorraine Né le 20 novembre 1912 à Reichenau an der Rax — Mort le 4 juillet 2011 à Pöcking (Allemagne)      | 1922 — 2007 84 ans et 9 mois           | Prince impérial et archiduc d’Autriche, prince de Hongrie et de Bohême           | Fils du précédent et de Zita de Bourbon-Parme.    |
|          | Charles V Charles de Habsbourg-Lorraine Né le 11 janvier 1961 à Starnberg (Allemagne)                                                  | Depuis 2007 18 ans, 6 mois et 17 jours | « Prince impérial et archiduc d’Autriche, prince royal de Hongrie et de Bohême » | Fils du précédent et de Regina de Saxe-Meiningen. |

### Régence hongroise
Le 29 février 1920, la Chambre hongroise rétablit la monarchie. Cependant, les Alliés s'opposent au rappel du dernier roi, Charles IV. À l'issue de deux tentatives de restauration, une loi est votée par le parlement du royaume le 7 novembre 1921, annulant les dispositions de la Pragmatique Sanction de 1713. Le pouvoir est assumé par un régent : 
- 1920-1944 : Miklós Horthy.
- 1944-1945 : Ferenc Szálasi.